# GGOS
Das Global Geodetic Observing System (GGOS) ist ein 1999 gestartetes internationales Projekt der Geodäsie, das auf ein konsistentes Erdmodell der Geometrie und des Schwerefeldes und eine Vernetzung verschiedener satellitengestützter Methoden der Erdbeobachtung hinzielt. GGOS ist seit 2007 eine Komponente der Internationalen Assoziation für Geodäsie (IAG).

## Zielsetzung
Die internationale und interdisziplinäre Vernetzung erdbezogener Daten stellt eine zunehmend drängende Aufgabe dar, die seit einigen Jahren durch die immer detaillierteren Mess- und Analysemethoden der Geowissenschaften erforderlich wird. Aus erdwissenschaftlicher Sicht stellt die Erde ein physikalisches System dar, zu dessen Definition die klassischen geometrischen Daten (Erdellipsoid, Erdrotation, Festpunkte, geografische Koordinaten, terrestrische Basisgrößen) und Definitionen nicht mehr ausreichen. Die Ausweitung zu einem komplexen Modell des Erdkörpers erfordert neben den Potentialfeldern (Magnet-, Erdschwerefeld) auch die zeitliche Dimension (Geodynamik, Kontinental- und Erdkrustenbewegungen, Geoseismik) und die Integration von Modellen der Hydro- und Ozeanografie sowie der Erdatmosphäre (Druck- und Auflastmodelle, Strömungen, genauere Reduktion der Messdaten) und der Fernerkundung der Erdoberfläche.

## Beiträge der Geodäsie
Da die Initiatoren des Projektes aus der Höheren Geodäsie und verwandten Teilgebieten der International Association of Geodesy (IAG) kommen, sei zunächst deren Intention dargestellt.
Mit den geodätischen Forschungsarbeiten – siehe 1. Literaturangabe – soll ein Beitrag geleistet werden zur Bereitstellung eines konsistenten und genauen Systems von Bezugsrahmen, einerseits als Grundlage für alle Geoinformationssysteme und andererseits als metrologische Grundlage der Prozesse des globalen Wandels. Der geodätische Beitrag zur Erfassung und Erforschung des "Systems Erde" und zum Aufbau des "Global Geodetic Observing Systems" der IAG ist ein Angelpunkt der [deutschen Anteile am] Forschungsprogramm. Die erste (inzwischen weitgehend erfüllte) Teilaufgabe dazu ist ein hochpräzises Weltnetz und seine Korrelation mit geophysikalischen Modellen u. a. der Plattentektonik und großräumigen Geodynamik.
Als geometrische Basis eines GGOS dienen die modernen Weltraum-Beobachtungstechniken wie GNSS (Global Navigation Satellite Systems), insbesondere die Online-Messsysteme Global Positioning System (GPS), Galileo und GLONASS, die weltweiten Netze des DORIS-Systems und der VLBI-Radioteleskope (Very Long Baseline Interferometry). Sie werden unterstützt durch Lasertechniken SLR und LLR (Satellite und Lunar Laser Ranging), die Satellitenaltimetrie und die satellitengestützte Geoidbestimmung (Messkampagnen von CHAMP und GRACE, laufende Gradiometrie mit GOCE). Diese Methoden und deren fachübergreifende Analysen erlauben inzwischen, das System Erde aus dem Weltraum mit einer bisher unerreichten Genauigkeit (mm … dm) zu beobachten.

## Geophysik und Geodynamik
Seit Ende des 20. Jahrhunderts kann z. B. die plattentektonische Kontinentalverschiebung weltweit mit einer Auflösung von etwa mm/Jahr bestimmt werden. In diesem Genauigkeitsbereich sind äußerst genaue terrestrische Referenzsysteme für alle Erdbeobachtungen erforderlich, die bereits im periodisch verbesserten Referenzrahmen des ITRF bzw. europaweit des ETRF zur Verfügung stehen. Sie lassen Schlüsse über die sich dauernd verändernde Geometrie des Erdkörpers hinsichtlich Erdgezeiten, Schwerefeld und Geoid und über Variationen der Erdrotation zu und erlauben zunehmend Einblicke in die Massenverlagerungen und Strömungen im Erdinnern.
Ein weiterer Zweck von GGOS ist die vertiefte geowissenschaftliche Kooperation mit Physik, Mathematik und Technik, um die theoretischen Modelle der terrestrischen und astronomischen Wechselwirkungen zu verfeinern sowie die Messmethoden und adäquaten Datenbanken weiterzuentwickeln.